# پشت‌آتشی دمگاه‌سیاه
پشت‌آتشی دمگاه‌سیاه (نام علمی: Dinopium benghalense) نام یک گونه از سرده پشت‌آتشی‌های خاوری است.